# Ayr Pass
Ayr Pass är ett bergspass i Kanada.   Det ligger i territoriet Nunavut, i den nordöstra delen av landet, 2 800 km norr om huvudstaden Ottawa. Ayr Pass ligger 470 meter över havet.
Terrängen runt Ayr Pass är bergig åt sydväst, men åt nordost är den kuperad. Trakten runt Ayr Pass är nära nog obefolkad, med mindre än två invånare per kvadratkilometer.. Det finns inga samhällen i närheten.
Trakten runt Ayr Pass består i huvudsak av gräsmarker.